# Смит, Томми (новозеландский футболист)
Томас Джефферсон Смит (англ. Thomas Jefferson Smith; 31 марта 1990, Маклесфилд, Англия) — новозеландский и английский футболист, центральный защитник английского клуба «Милтон-Кинс Донс». Выступает в сборной Новой Зеландии.

## Клубная карьера
Смит является воспитанником футбольной академии клуба «Ипсвич Таун», в котором он начал свою карьеру и продолжает выступать до сих пор. С момента своего дебюта в основной команде «Ипсвича» Смит большее время провёл в аренде, сначала в «Стивенидж Боро», а затем в «Брентфорде».

## Национальная сборная
Смит родился в Англии, но детство провел в Новой Зеландии, поэтому мог выступать как за Англию, так и за Новую Зеландию, первоначально он выступал за юношеские сборные Англии, но в итоге принял решение выступать за Новую Зеландию. В сборной Новой Зеландии Томми Смит дебютировал 3 марта 2010 года в матче со сборной Мексики, всего на сегодняшний момент он провёл 15 матчей за сборную, забил  1 гол. Смит принимал участие в составе Новой Зеландии в чемпионате мира 2010.